# Fall Creek
Fall Creek és una població dels Estats Units a l'estat de Wisconsin. Segons el cens del 2010 tenia 1.315 habitants i una densitat poblacional de 242,93 persones per km².

## Història
Fall Creek va ser fundada l'any 1870. El poble va ser nomenat després dels ràpids en un rierol proper.
L'oficina de correus es va establir el 1870 com Cousins, en honor del empresari d'Eau Claire, Henry Cousins. El nom es va canviar a Fall Creek quatre anys més tard al juliol de 1874.

## Geografia
Fall Creek està situada en les coordenades 44 ° 45'55 "N 91 ° 16'49" O.
Segons l'Oficina del Cens dels Estats Units, Fall Creek té una superfície total de 5.41 km², de la qual 5.35 km² corresponen a terra ferma i (1.1%) 0.06 km² és aigua.

## Demografia
Segons el cens del 2000, Fall Creek tenia 1.236 habitants, 476 habitatges, i 337 famílies. La densitat de població era de 304 habitants per km².
Dels 476 habitatges en un 33,2% hi vivien nens de menys de 18 anys, en un 58,4% hi vivien parelles casades, en un 9,9% dones solteres, i en un 29% no eren unitats familiars. En el 25% dels habitatges hi vivien persones soles el 16,6% de les quals corresponia a persones de 65 anys o més que vivien soles. El nombre mitjà de persones vivint en cada habitatge era de 2,47 i el nombre mitjà de persones que vivien en cada família era de 2,96.
Per edats la població es repartia de la següent manera: un 26,4% tenia menys de 18 anys, un 5,7% entre 18 i 24, un 26,3% entre 25 i 44, un 20,6% de 45 a 60 i un 21,1% 65 anys o més.
L'edat mediana era de 39 anys. Per cada 100 dones de 18 o més anys hi havia 79,8 homes.
La renda mediana per habitatge era de 40.284 $ i la renda mediana per família de 47.986 $. Els homes tenien una renda mediana de 34.444 $ mentre que les dones 20.313 $. La renda per capita de la població era de 17.566 $. Aproximadament el 5% de les famílies i el 7,7% de la població estaven per davall del llindar de pobresa.

## Educació
La Fall Creek High School és l'escola secundària pública local.

## Poblacions més properes
El següent diagrama mostra les poblacions més properes.

## Persones importants
El poeta Todd Boss.